# Pachydactylus vanzyli
Pachydactylus vanzyli là một loài thằn lằn trong họ Gekkonidae. Loài này được Steyn & Haacke mô tả khoa học đầu tiên năm 1966.